# Colurodontis
Colurodontis is een monotypisch geslacht van straalvinnige vissen uit de familie van vijlvissen (Monacanthidae).

## Soort
- Colurodontis paxmani Hutchins, 1977